# فلزهم
فلزهم (به انگلیسی: Felsham) یک روستا و محله مدنی در بریتانیا است که در Mid Suffolk واقع شده‌است. فلزهم ۴۲۰ نفر جمعیت دارد.